# ឋ (lettre khmère)
Ne doit pas être confondu avec Tau.

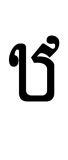

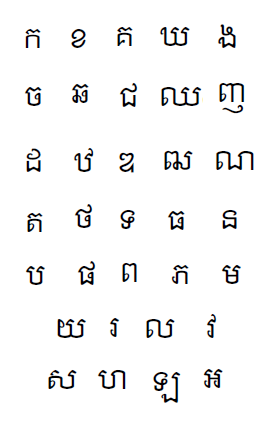

 ឋ /tʰɑ:/ est une consonne et la douzième lettre de l'alphabet khmer.
Elle désigne une rétroflexe.
Son caractère Unicode est 178B.

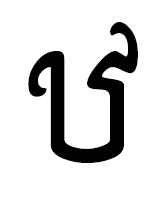
Thɑ
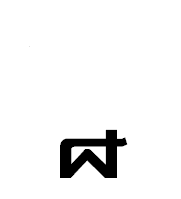
Thɑ en souscrite
Thɑ en écriture ronde
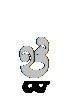
Thɑ souscrite en écriture ronde